# 丹墀真総
丹墀 真総（たじひ の まふさ）は、平安時代前期の官人。姓は真人。官位は正六位上・刑部大丞。

## 経歴
貞観元年（859年）刑部大丞を務めていた際、かつて真総が刑部省の同僚官人であった、少輔・源頴、大丞・藤原飽永、大録・布瑠道永、少録・秦秋野らを唆して、以下罪人を妄りに放免させたとして問題となり、太政官論奏が行われる。
前越後守・伴竜男
- 竜男が官物を横領して使用したことを告訴した書生・物部稲吉を従者の公弥候部広野らに殴殺させた。

前豊後守・石川宗継
- 百姓の財産を奪った。この犯罪について、豊後介・山口稲床が証明した。

前左馬権少允・清岑田継、少允・紀令名、少属・安倍有之、少属・麻績部清道、史生・田邊宅主、騎士・余広主、騎士・恩地貞吉
- 個人所有の馬を勝手に官有の馬と交換した。

論奏を受けて清和天皇の詔があり、竜男・宗継・左馬寮官人は年月を経て人物も改まったこと、刑部省官人は真総に唆されただけで情状酌量の余地があること、を理由に赦免される。しかし、真総は非法を強く主張して譲らず故意に罪人を赦した罪により、官当として刑部大丞を解任された。